# Passerella (Lussemburgo)
La Passerella (in francese Passerelle, in lussemburghese Al Bréck), ufficialmente noto come il Ponte Viadotto, è un ponte della città di Lussemburgo in Lussemburgo.

## Storia
Il ponte è comunemente chiamato con il nome dell'antica passerella di legno che era precedentemente presente al suo posto. Con lo sviluppo del quartiere di Gare dopo l'apertura della stazione di Lussemburgo nel 1853, questa passerella si rivelò insufficiente. Pertanto, le autorità decisero di sostituirla con un'opera in muratura, la cui progettazione fu affidata agli ingegneri Edouard Grenier e Auguste Letellier. I lavori di costruzione, eseguiti dalla società britannica Waring Brothers, iniziarono nel 1859 e terminarono nel 1861.
L'opera si rivelò a sua volta presto insufficiente a causa dello smantellamento della fortezza di Lussemburgo nel 1867 e il conseguente ulteriore sviluppo del quartiere di Gare, portando così alla costruzione di un ponte aggiuntivo, il Ponte Adolfo, nel 1903.
Il ponte è stato allargato tra il 1959 e il 1960 e di nuovo tra il 2018 e il 2019.

## Descrizione
Il ponte, che collega la Città Alta di Lussemburgo con il quartiere di Gare passando al di sopra della valle della Pétrusse, presenta 24 arcate. Ha una lunghezza di 290 metri e un'altezza massima di 45 metri.

## Galleria d'immagini

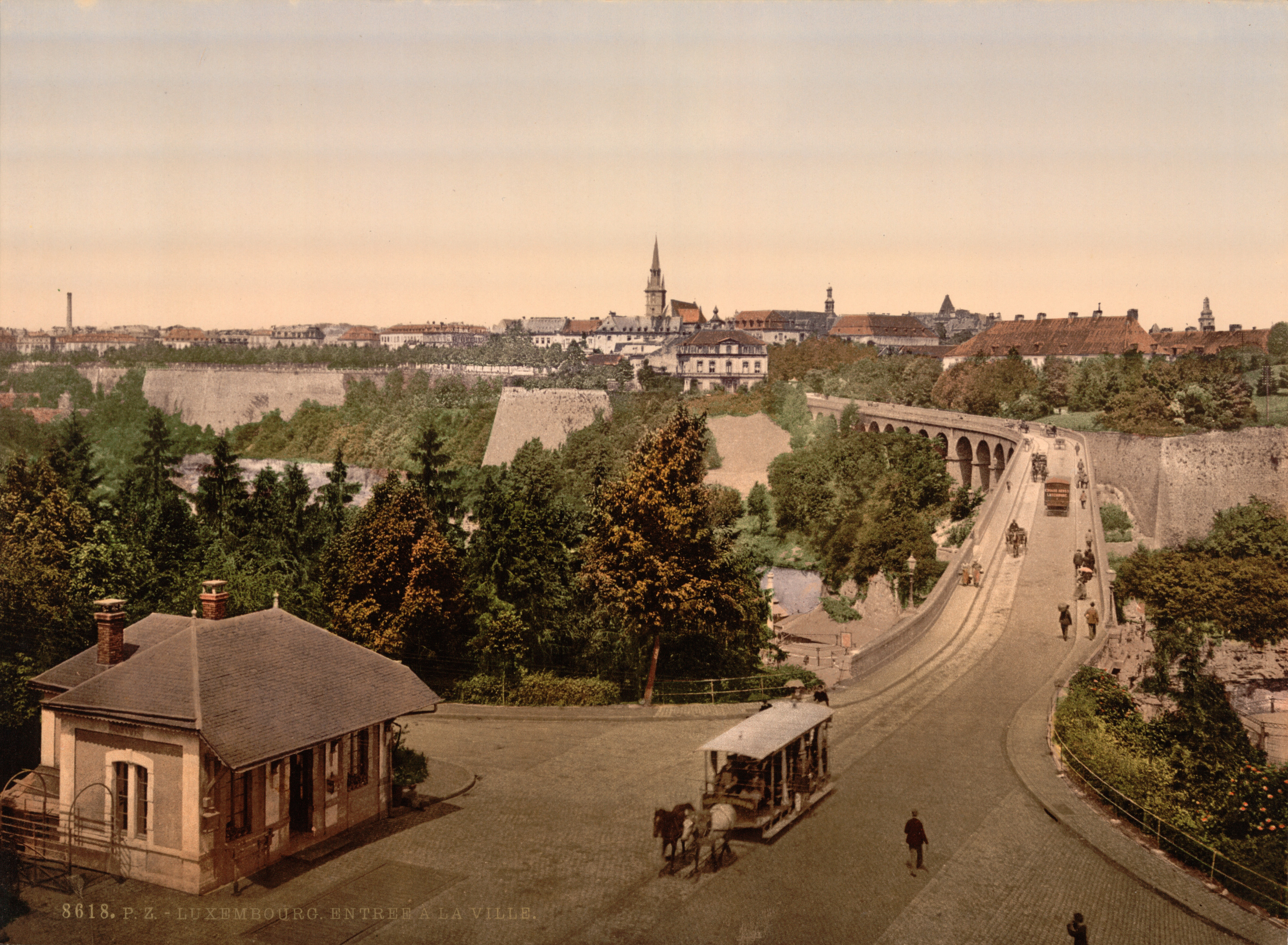
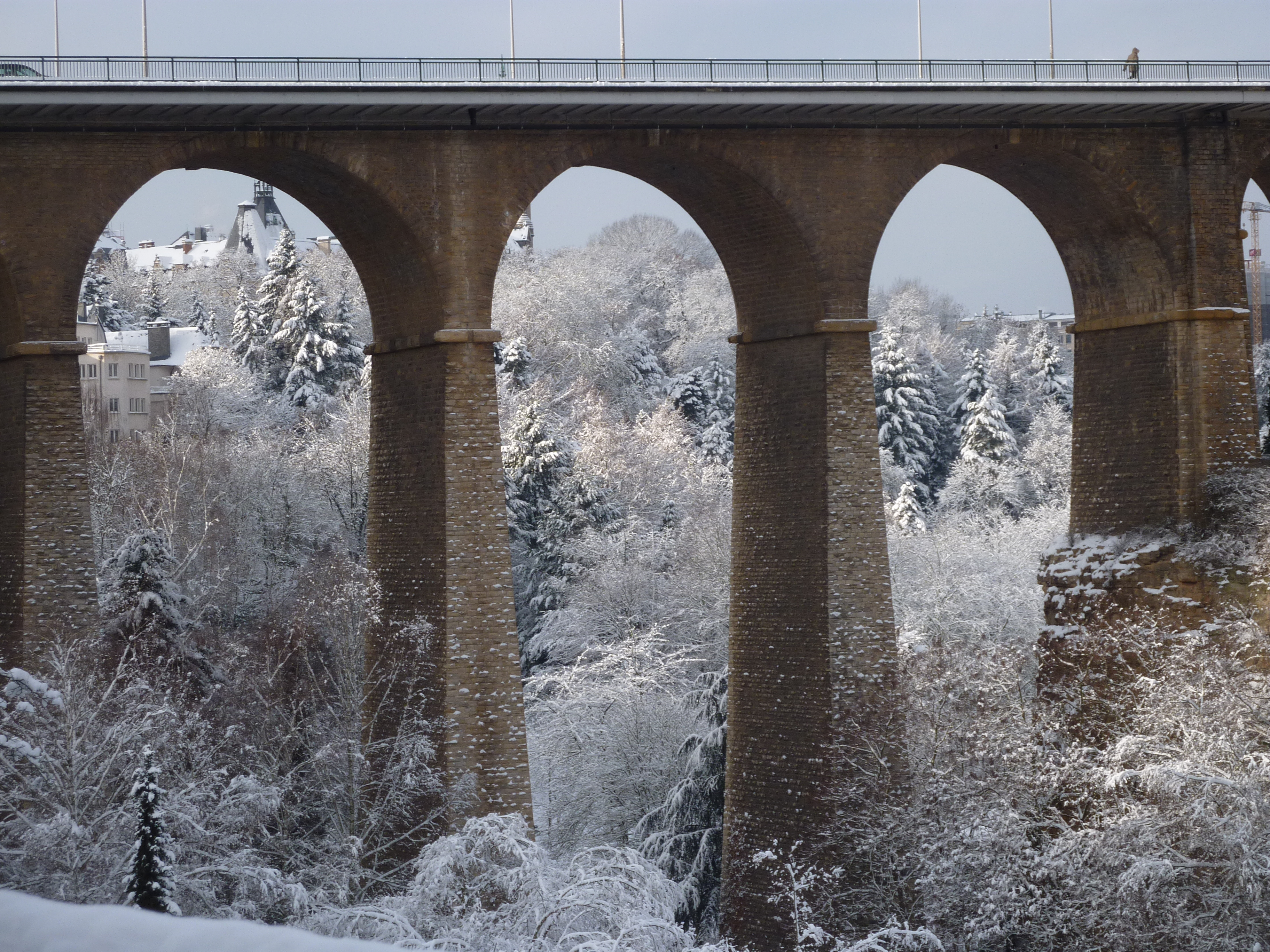
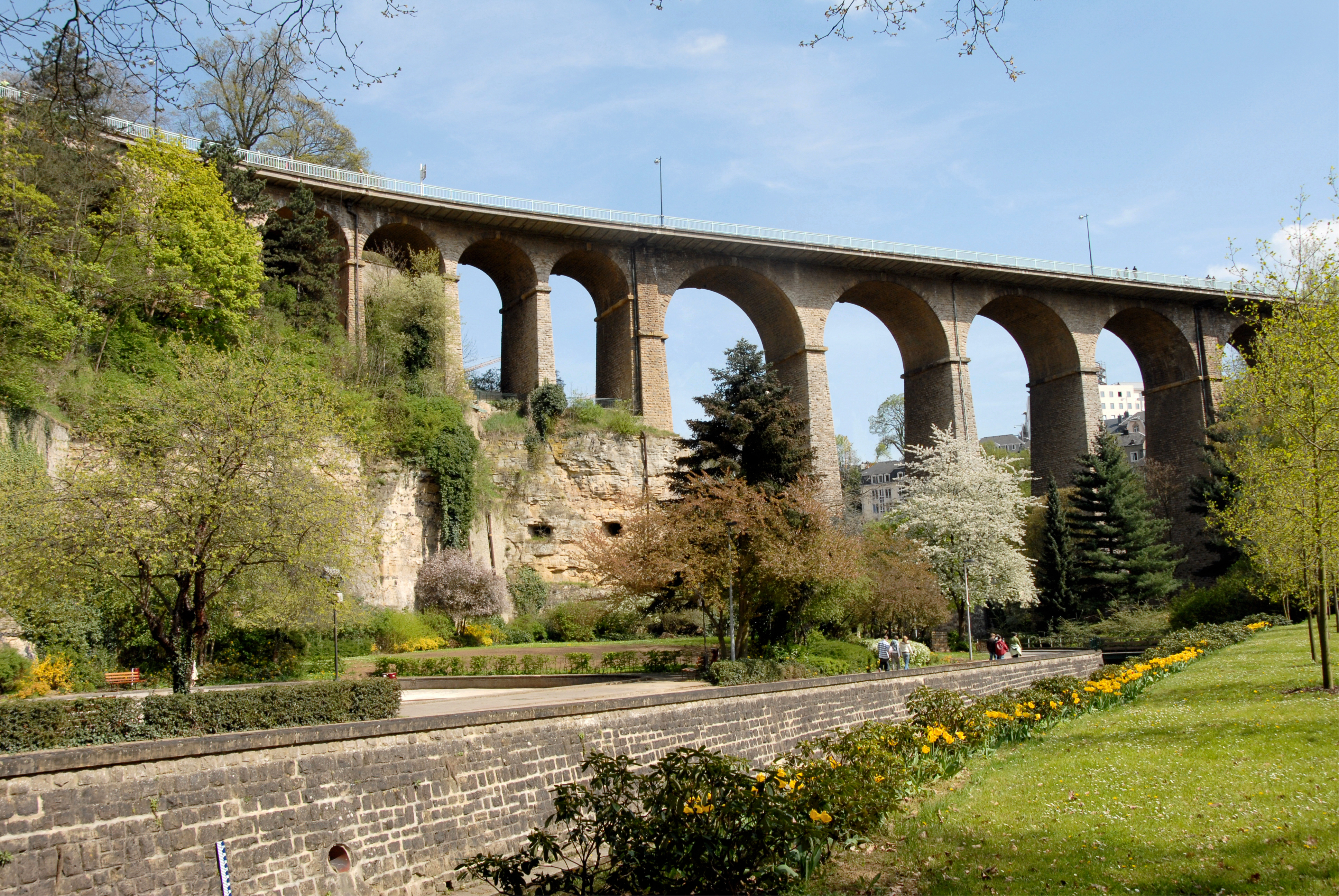